# Pantolamprus mirabilis
Pantolamprus mirabilis – gatunek afrykańskiego chrząszcza z rodziny sprężykowatych.
Owad mierzy około 18 mm.
Ubarwiony jest na pomarańczowo, nie licząc metalicznie niebieskich pokryw skrzydeł oraz głowy z czułkami i tarczką czarnych. Osłonkę jego ciała porasta owłosienie umiarkowanej długości, gęste. jego barwa różni się w zależności od pokrywanych części ciała. Pomaranczową osłonkę pokrywa więc owłosienie rdzawe, czarne części jego ciała porastają włoski również czarne, porastają one też niebieskie pokrywy.
Czoło tego chrząszcza określa się jako łódkowate, o długości mniejszej od szerokości, wypukłe i spłaszczone na przedzie, zwracając uwagę na szeroki przedni brzeg, nieznacznie zaokrąglony, i na umiarkowanie szorstką i gęstą punktuację. Samice mają czułki szerokie i ząbkowane. Antennae składają się z 11 segmentów. Ich podstawa jest węższa od oka. Drugi segment ma kształt kulisty, trzeci jest trójkątny i wydłużony, niezncznie krótszy od następnego. Ostatni z segmentów wykazuje na końcu zwężenie. Górna warga jest półokrągła i pokryta długimi szczecinkami.
Skrzydła o pokrywach umiarkowanie wypukłych zwężają się w dystalnych ⅛.
Tylny brzeg wydłużonej tarczki (scutellum) jest zaokrąglony, jej brzegi boczne są karbowane.
Zasięg występowania tego gatunku zawiera się w Zambii.